# Mexikói labdarúgó-válogatott
A mexikói labdarúgó-válogatott Mexikó nemzeti csapata, amelyet a mexikói labdarúgó-szövetség (spanyolul: Federación Mexicana de Fútbol Asociación) irányít. A legeredményesebb észak-amerikai CONCACAF-tagország 9 alkalommal hódította el a CONCACAF-aranykupát, 3 alkalommal nyert a CONCACAF-bajnokságon, 3 alkalommal lett Észak-Amerika legjobbja a NAFC-bajnokságon, 1999-ben megnyerte a konföderációs kupát, illetve számos neves labdarúgótornán ért el további dobogós helyezéseket. Annak ellenére, hogy eddig 17 alkalommal vettek részt a labdarúgó-világbajnokságon, a legjobb négy közé még nem jutottak be.

## Története

### Korai évek
Mexikóban a labdarúgást a huszadik század elején európai bevándorlók kezdték meghonosítani, közülük kiemelkedtek az angliai Cornwallból érkező bányászok, később pedig a spanyol polgárháború menekültjei is hozzájárultak a játék fejlődéséhez. 
A mexikói labdarúgó-válogatott az első hivatalos mérkőzését 1923. január 1-jén játszotta Guatemala ellen és 3–2 arányban győzött. Még ugyanebben az évben három alkalommal mérkőzött meg egymással a csapat, melyeken 2–1-es, 2–0-ás mexikói győzelem és 3–3-as döntetlen született. Ezt követően a mexikói válogatott négy évig nem lépett pályára.

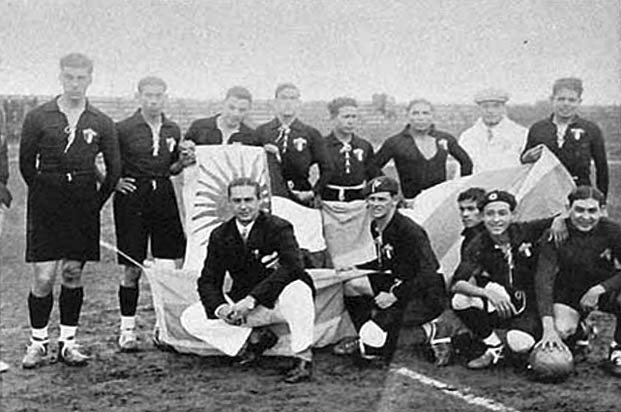
Mexikó válogatottja az 1930-as világbajnokságon

1922-ben megalakult a mexikói labdarúgó-szövetség, amely 1927-ben lett a FIFA tagja. Az 1928. évi nyári olimpiai játékok volt az első nemzetközi torna, amit részt vettek. A legjobb tizenhat között Spanyolország ellen 7–1-es vereséget szenvedtek, majd Chilétől is kikaptak 3–1-re a vigaszági elődöntőben. Részt vettek az 1930-as labdarúgó-világbajnokságon is, ahol Argentínával, Chilével és Franciaországgal kerültek egy csoportba. Első mérkőzésükön 4–1-re kaptak ki a franciáktól, a mexikóiak első világbajnoki gólját Juan Carreño szerezte. Chile ellen 3–0-ás vereséget szenvedtek, Argentínától pedig 6–3-ra veszítették el a harmadik csoportmérkőzést, melyen a mexikóiak részéről Manuel Rosas két gólt szerzett, rajta kívül még Roberto Gayón volt eredményes. 

### 1950 és 1990 közötti időszak
Az 1950-es tornáig nem vettek részt a világbajnokságokon. Az 1970-es tornát megelőzően Mexikó az észak-amerikai térség (CONCACAF elődje) kiemelkedő válogatottja volt, ugyanakkor a világbajnokságokon az európai és dél-amerikai csapatok rendere nehéz ellenfélnek bizonyultak. 1950 és 1966 között a csoportkörből nem sikerült továbbjutniuk és mindössze egyetlen mérkőzést nyertek 1962-es világbajnokságon a későbbi döntős Csehszlovákiát sikerült legyőzniök 3–1-re. Azonban egy rekordot felállítottak a mexikóiak, a kapus Antonio Carbajal lett a világbajnokságok történetében az első játékos, aki öt világbajnokságon is pályaára lépett.
1965-ben Mexikó megnyerte története első CONCACAF-bajnokságát. 1970-ben Mexikó rendezte a világbajnokságot. A Szovjetunió elleni nyitómérkőzésen 0–0-ás döntetlent játszottak, a folytatásban Salvadort 4–0-ra, Belgiumot 1–0-ra verték. A negyeddöntőben Olaszországtól kaptak ki 4–1-re. Az 1974-es világbajnokságra nem jutottak ki, de részt vettek az Argentínában rendezett 1978-as világbajnokságon, ahol három vereséggel zárták a tornát, az NSZK-tól 6–0-ra, Tunéziától és Lengyelországtól 3–1-re kaptak ki. Az 1982-es világbajnokságról lemaradtak, miután az 1981-es CONCACAF-bajnokságon csak a harmadik helyen végeztek Honduras és Salvador mögött.
1986-ban ismét Mexikó adott otthont a világbajnokságnak. Bora Milutinović irányításával a B csoportban szerepeltek, ahol Belgiumot 2–1-re, Irakot 1–0-ra győzték le, Paraguayjal pedig 1–1-es döntetlent játszottak. A nyolcaddöntőben Bulgáriát verték 2–0-ra, majd következett az NSZK elleni negyeddöntő, ahol 0–0-ás döntetlen született és büntetőkkel maradtak alul 4–1 arányban.

### 1990-es évek
Az 1990-es világbajnokságról és valamennyi nemzetközi tornáról kizárták a mexikóiakat, mert az 1989-es ifjúsági világbajnokság selejtezőiben négy túlkoros játékost szerepeltettek. Az eset Cachirules-botrány néven híresült el. 1991-ben az argentin világbajnok kapitány César Luis Menotti került a nemzeti csapat élére és onnantól kezdve egyre több sikert ért el a mexikói válogatott. 1993-ban meghívottként szerepeltek a Copa Américán és bejutottak a döntőbe, amit 2–1-re elveszítettek Argentínával szemben, de 1993-ban, 1996-ban és 1998-ban is megnyerték a CONCACAF-aranykupát.
Az 1994-es világbajnokságon Olaszország, Norvégia és Írország ellen léptek pályára az E csoportban, amit a körbeveréseknek köszönhetően megnyertek és továbbjutottak a nyolcaddöntőbe, ahol Bulgária ellen büntetőpárbajban maradtak alul. Az 1995-ös konföderációs kupán bronzérmet szereztek, miután büntetőkkel legyőzték Nigériát a bronzmérkőzésen. Az 1997-es tornán nem jutottak tovább a csoportkörből.
Az 1998-as világbajnokságon az E csoportban szerepeltek. Dél-Koreát Ricardo Peláez és Luis Hernández duplájával 3–1-re verték az első mérkőzésen. Belgium és Hollandia ellen egyaránt 2–2-es döntetlent játszottak. A nyolcaddöntőben Luis Hernández találatával vezettek ugyan, de a németeknek sikerült fordítaniuk és végül 2–1-re nyerték az összecsapást.
Mexikó rendezte az 1999-es konföderációs kupát, ahol az elődöntőben 1–0-ra verték az Egyesült Államokat, a döntőben pedig az 1998-as vb-ezüstérmes Brazíliát győzték le 4–3-ra.

### 2000-es évek

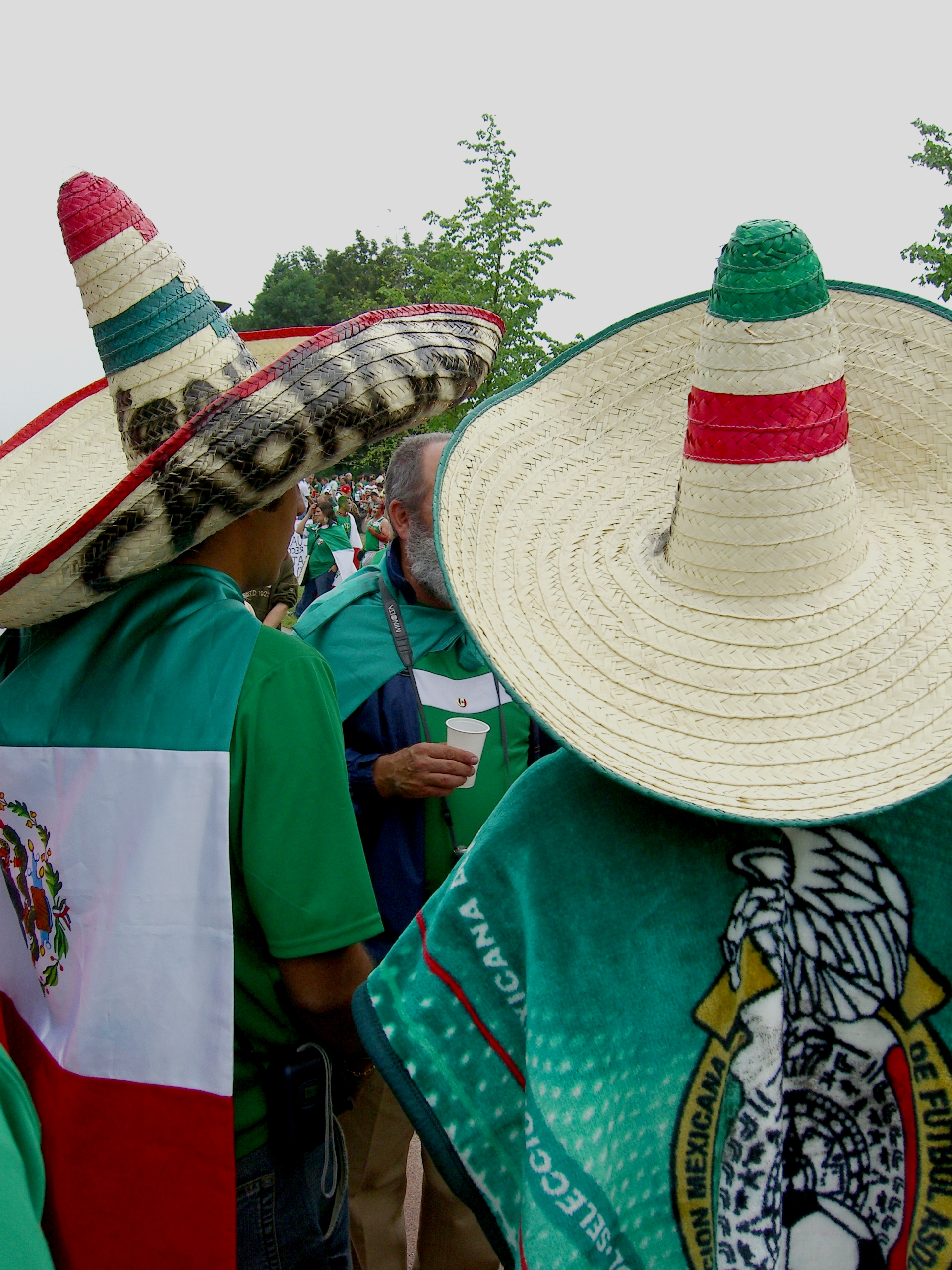
Mexikói szurkolók Gelsenkirchenben, a 2006-os világbajnokságon

A 2002-es világbajnokságon a G csoportban szerepeltek Ecuador, Horvátország és Olaszország társaságában. Horvátországot Cuauhtémoc Blanco büntetőjével győzték le 1–0-ra. A második csoportmérkőzésen Ecuadort Jared Borgetti és Gerardo Torrado 2–1-re verték, végezetül Olaszország ellen 1–1-es döntetlennel zárták a csoportkört. A nyolcaddöntőben az Egyesült Államoktól kikaptak 2–0-ra és kiestek. 2003-ban megnyerték a CONCACAF-aranykupát, a döntőben Daniel Osorno aranygóljával a brazilokat győzték le 1–0-ra. A 2005-ös konföderációs kupán a negyedik helyen végeztek.
A 2006-os világbajnokság D csoportjában Irán 3–1-es legyőzésével kezdtek. Ezt követte az Angola elleni 0–0-ás döntetlen és a Portugáliától elszenvedett 2–1-es vereség. A legjobb tizenhat között Argentínával találkoztak és hosszabbítást követően kaptak ki 2–1-re. A világbajnokságot követően Ricardo La Volpe távozott és a helyére Hugo Sánchezt nevezték ki a kapitányi posztra. A 2007-es CONCACAF-aranykupán elveszítették a döntőt 2–1-re az Egyesült Államokkal szemben. Két nappal később kezdetét vette a 2007-es Copa América is, amelyen szintén részt vettek. Brazília 2–0-ás legyőzésével kezdtek, majd Ecuadort is legyőzték, Chilével pedig döntetlent játszottak. A negyeddöntőben Paraguayt verték 6–0-ra, majd azt követően az elődöntőben Argentína ellen 3–0-ás vereséget szenvedtek. A bronzmérkőzést 3–1-re megnyerték Uruguay ellen. 2009-ben megszerezték az ötödik győzelmüket a CONCACAF-aranykupán, miután 5–0-ra megverték az Egyesült Államokat a döntőben.

### 2010-es évek
A 2010-es világbajnokságon az A csoportba kaptak besorolást a házigazda Dél-Afrika, Franciaország és Uruguay mellett. A torna nyitómérkőzésén 1–1-es döntetlent játszottak Dél-Afrikával,a mexikóiak gólját Rafa Márquez szerezte. Franciaországot 2–0-ra verték a folytatásban Javier Hernández és Cuauhtémoc Blanco büntetőjével. A harmadik csoportmérkőzést elveszítették Uruguay ellen 1–0-ra. A nyolcaddöntőben Argentínával szemben maradtak alul 3–1 arányban és kiestek. A 2011-es CONCACAF-aranykupán mindhárom csoportmérkőzésüket megnyerték. A negyeddöntőben Guatemalát 2–1-re, az elődöntőben Hondurast győzték le 2–0-ra. A döntőben az Egyesült Államokat verték 4–2-re és győzelmüknek köszönhetően részt vehettek a 2013-as konföderációs kupán, ahol nem jutottak tovább a csoportkörből.
A 2013-as CONCACAF-aranykupán a második helyet szerezték meg a csoportjukban. A negyeddöntőben 1–0-ra legyőzték Trinidad és Tobago csapatát, de az elődöntőt Panama ellen elveszítették 2–1-re. Érdekesség, hogy a csoportkörben is ugyanilyen arányban maradtak alul a panamaiakkal szemben.
A 2014-es világbajnokság selejtezőinek negyedik fordulójában mindössze két mérkőzést nyertek öt döntetlen és három vereség mellett, ezért interkontinentális-pótselejtezőt játszottak Új-Zéland ellen a világbajnoki részvételért és 9–3-as összesítésben kijutottak a brazíliai tornára. A bemutatkozó mérkőzésükön Kamerunt Oribe Peralta találatával 1–0-ra győzték le. A házigazda Brazília ellen 0–0-ás döntetlent értek el a folytatásban. A harmadik találkozón Horvátországot 3–1-re verték Rafa Márquez, Andrés Guardado és Javier Hernández góljával. A nyolcaddöntőben Hollandiával kerültek szembe és 2–1-es vereséget szenvedtek. A 2015-ös CONCACAF-aranykupán a csoportkörben 6–0-ra verték Kubát, Guatemalával 0–0-ás, Trinidad és Tobagóval 4–4-es döntetlent játszottak. A negyeddöntőben Costa Ricát búcsúztatták, az elődöntőt pedig hosszabbítást követően nyerték meg 2–1-re Panama ellen. A döntőben 3–1-re legyőzték Jamaicát és részvételi jogot szereztek a 2017-es konföderációs kupára. A döntő után két nappal menesztették Miguel Herrera szövetségi kapitányt, mert a philadelphiai repülőtéren megütött egy riportert.

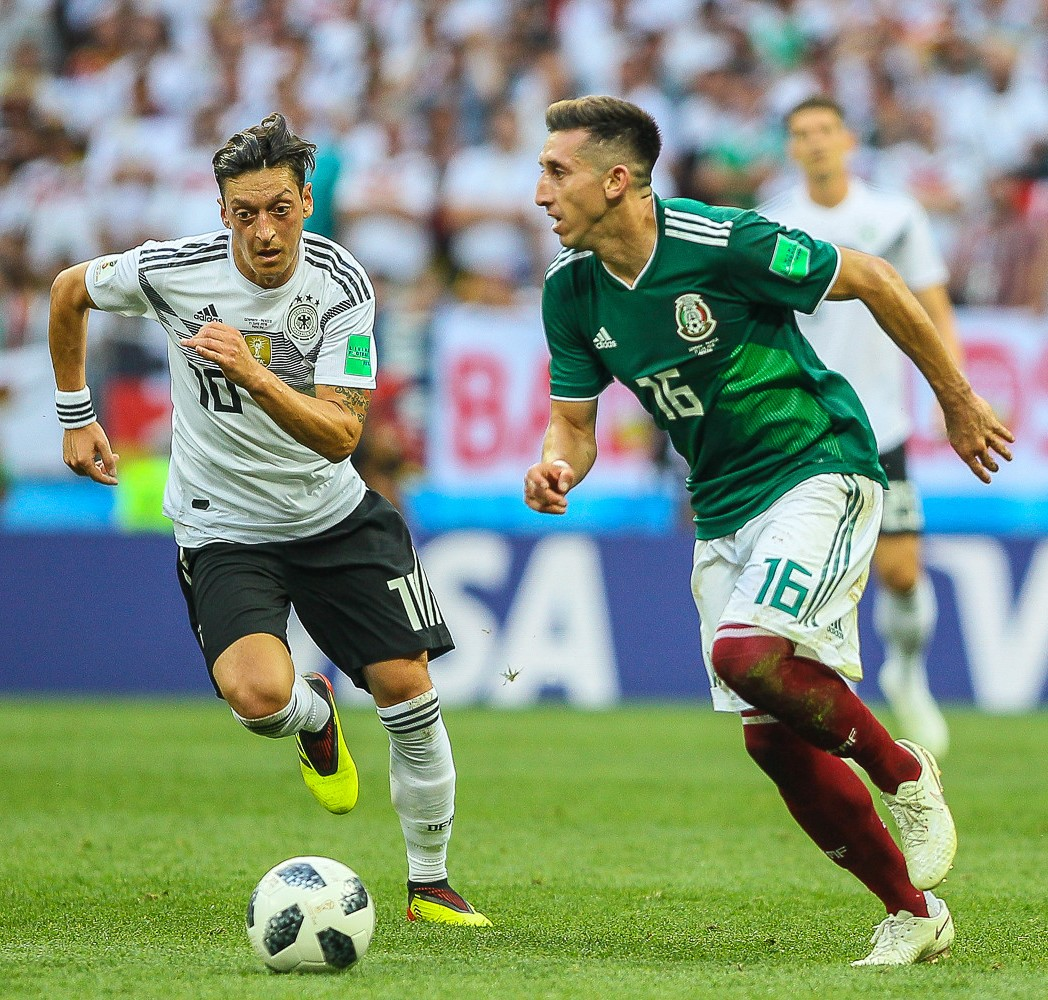
Héctor Herrera és Mesut Özil párharca a 2018-as világbajnokságon

Az Egyesült Államokban rendezett centenáriumi 2016-os Copa Américán a C csoportban Uruguayt 3–1-re, Jamaicát 2–0-ra győzték le, Venezuelával pedig 1–1-es döntetlent játszottak. A negyeddöntőben Chile ellen szenvedtek 7–0-ás vereséget, amivel megszakadt a tizenhat mérkőzés óta tartó veretlenségi sorozatuk. A 2017-es konföderációs kupán Oroszországgal, Portugáliával és Új-Zélanddal kerültek egy csoportba. Portugália ellen egy 2–2-es döntetlennel kezdték a tornát, majd ezt követően Új-Zélandot és Oroszországot is legyőzték 2–1-re. Az elődöntőt 4–1-re elvesztették Németországgal szemben és a bronzmérkőzésen is  alulmaradtak Portugália ellen.
A 2018-as világbajnokság selejtezőiben az első helyen végeztek és kijutottak az Oroszországban rendezett világbajnokságra, ahol az F csoportba kerültek Dél-Korea, Németország és Svédország társaságában. Első mérkőzésükön Hirving Lozano góljával 1–0-ra győztek Németország ellen. Ezt követte a Dél-Korea elleni 2–1-es siker Carlos Vela és Javier Hernández góljaival. A harmadik csoportmérkőzésen Svédország ellen szenvedtek 3–0-ás vereséget. A nyolcaddöntőben Brazíliától kaptak ki 2–0-ra és elbúcsúztak a további küzdelmektől.
2019 elején Gerardo Martinót bízták meg a válogatott irányításával, ezzel ő lett a harmadik argentin származású szövetségi kapitány a mexikói válogatott történetében. A 2019-es CONCACAF-aranykupán megnyerték mindhárom csoportmérkőzésüket. A negyeddöntőben Costa Rica ellen 1–1-es döntetlent követően büntetőkkel (5–4) jutottak tovább, az elődöntőben pedig Haitit győzték le 1–0-ra hosszabbítást követően. A döntőt 1–0-ra nyerték Jonathan dos Santos góljával és ezzel megszerezték a nyolcadik tornagyőzelmüket.

### 2020-as évek
A 2021-es CONCACAF-aranykupán Salvador, Trinidad és Tobago és Guatemala előtt megnyerték a csoportjukat. A negyeddöntőben Hondurast verték 3–0-ra, az elődöntőben pedig Kanadát győzték le 2–1-re. A döntőt 1–0-ra elveszítették az Egyesült Államokkal szemben.
A 2022-es világbajnokság C csoportjában 0–0-ás döntetlennel kezdtek Lengyelország ellen. A találkozón Guillermo Ochoa kivédte Robert Lewandowski büntetőjét. A második mérkőzést 2–0–ra elveszítették Argentínával szemben. Szaúd-Arábiát ugyan legyőzték 2–1-re Henry Martín és Luis Chávez góljával, de a rosszabb gólkülönbségük miatt a csoport harmadik helyén végeztek és nem jutottak tovább az egyenes kieséses szakaszba.

## Stadion

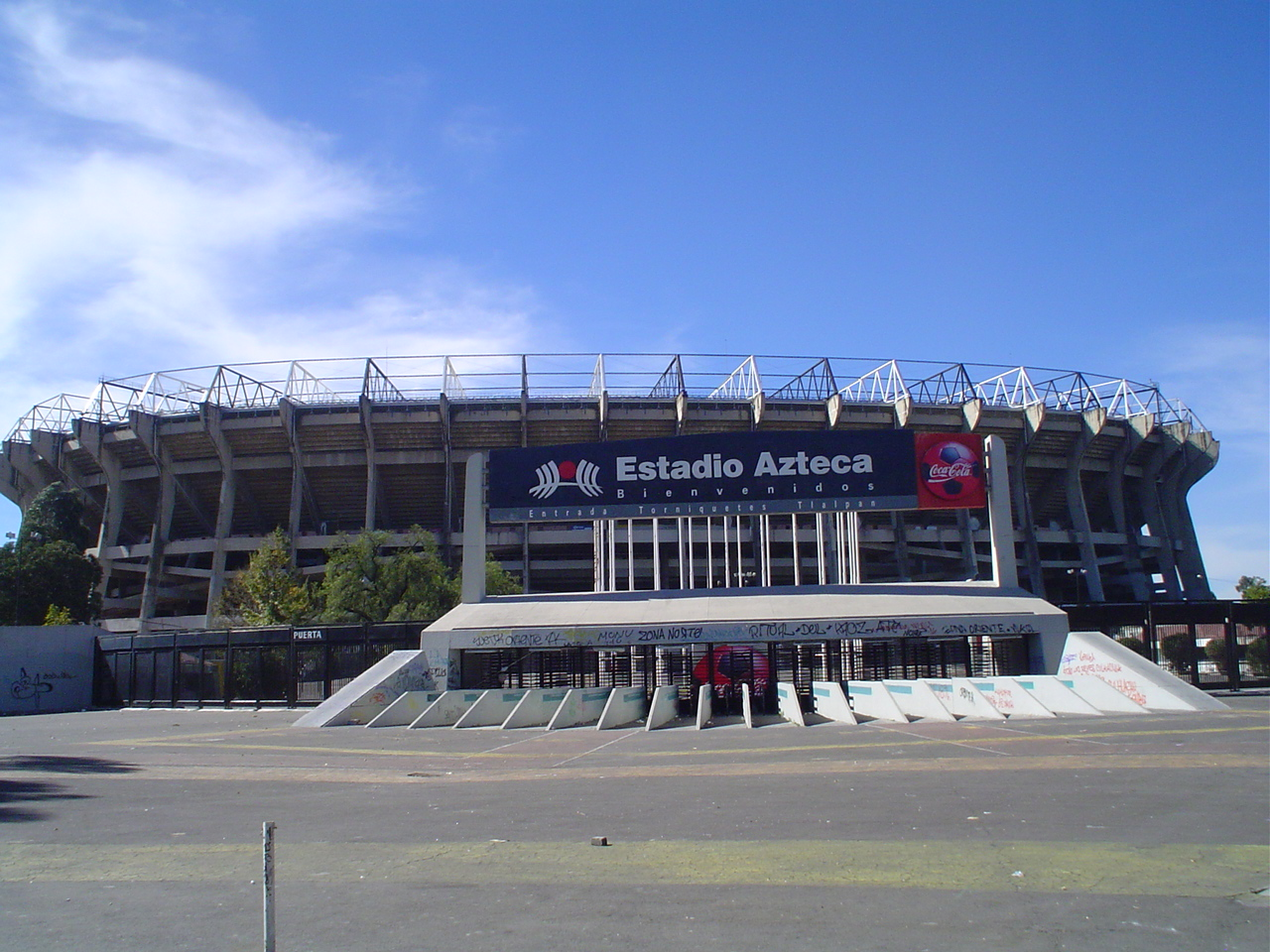
Az Azték Stadion kívülről

Az Azték Stadion ( Estadio Azteca) 1966-ban épült. A mexikói labdarúgó-válogatott hivatalos otthona. A válogatott mellett a Club América csapata is itt játssza a hazai mérkőzéseit. 87 523 fős befogadóképességével az amerikai kontinenst legnagyobb stadionja és a világ harmadik legnagyobb sportlétesítménye. Itt rendezték az 1970-es és az 1986-os világbajnokság döntőjét.
A mexikói válogatott barátságos mérkőzéseire gyakran kerül sor az Egyesült Államokban vagy szerte Mexikóban.

## Nemzetközi eredmények
CONCACAF-aranykupa
- Aranyérmes: 8 alkalommal (1993, 1996, 1998, 2003, 2009, 2011, 2015, 2019)
- Ezüstzérmes: 1 alkalommal (2007)
- Bronzérmes: 1 alkalommal (1991)

CONCACAF-bajnokság
- Aranyérmes: 3 alkalommal (1965, 1971, 1977)
- Ezüstérmes: 1 alkalommal (1967)
- Bronzérmes: 2 alkalommal (1973, 1981)

Copa América
- Ezüstérmes: 2 alkalommal (1993, 2001)
- Bronzérmes: 3 alkalommal (1997, 1999, 2007)

Konföderációs kupa
- Aranyérmes: 1 alkalommal (1999)
- Bronzérmes: 1 alkalommal (1995)

NAFC-bajnokság
- Aranyérmes: 3 alkalommal (1947, 1949, 1991)
- Ezüstérmes: 1 alkalommal (1990)

Pánamerikai játékok
- Aranyérmes: 4 alkalommal (1967, 1975, 1999, 2011)
- Ezüstérmes: 3 alkalommal (1955, 1991, 1995)
- Bronzérmes: 2 alkalommal (2003, 2007)

| Év       | Eredmény      | Hely          | J             | Gy            | D             | V             | Rg            | Kg            |
| -------- | ------------- | ------------- | ------------- | ------------- | ------------- | ------------- | ------------- | ------------- |
| 1930     | Csoportkör    | 13.           | 3             | 0             | 0             | 3             | 4             | 13            |
| 1934     | Nem jutott be | Nem jutott be | Nem jutott be | Nem jutott be | Nem jutott be | Nem jutott be | Nem jutott be | Nem jutott be |
| 1938     | Visszalépett  | Visszalépett  | Visszalépett  | Visszalépett  | Visszalépett  | Visszalépett  | Visszalépett  | Visszalépett  |
| 1950     | Csoportkör    | 12.           | 3             | 0             | 0             | 3             | 2             | 10            |
| 1954     | Csoportkör    | 13.           | 2             | 0             | 0             | 2             | 2             | 8             |
| 1958     | Csoportkör    | 16.           | 3             | 0             | 1             | 2             | 1             | 8             |
| 1962     | Csoportkör    | 11.           | 3             | 1             | 0             | 2             | 3             | 4             |
| 1966     | Csoportkör    | 12.           | 3             | 0             | 2             | 1             | 1             | 3             |
| 1970     | Negyeddöntő   | 6.            | 4             | 2             | 1             | 1             | 6             | 4             |
| 1974     | Nem jutott be | Nem jutott be | Nem jutott be | Nem jutott be | Nem jutott be | Nem jutott be | Nem jutott be | Nem jutott be |
| 1978     | Csoportkör    | 16.           | 3             | 0             | 0             | 3             | 2             | 12            |
| 1982     | Nem jutott be | Nem jutott be | Nem jutott be | Nem jutott be | Nem jutott be | Nem jutott be | Nem jutott be | Nem jutott be |
| 1986     | Negyeddöntő   | 6.            | 5             | 3             | 2             | 0             | 6             | 2             |
| 1990     | Kizárták      | Kizárták      | Kizárták      | Kizárták      | Kizárták      | Kizárták      | Kizárták      | Kizárták      |
| 1994     | Nyolcaddöntő  | 13.           | 4             | 1             | 2             | 1             | 4             | 4             |
| 1998     | Nyolcaddöntő  | 13.           | 4             | 1             | 2             | 1             | 8             | 7             |
| 2002     | Nyolcaddöntő  | 11.           | 4             | 2             | 1             | 1             | 4             | 4             |
| 2006     | Nyolcaddöntő  | 15.           | 4             | 1             | 1             | 2             | 5             | 5             |
| 2010     | Nyolcaddöntő  | 14.           | 4             | 1             | 1             | 2             | 4             | 5             |
| 2014     | Nyolcaddöntő  | 10.           | 4             | 2             | 1             | 1             | 5             | 3             |
| 2018     | Nyolcaddöntő  | 12.           | 4             | 2             | 0             | 2             | 3             | 6             |
| 2022     | Csoportkör    | 22.           | 3             | 1             | 1             | 1             | 3             | 2             |
| Összesen | 17/22         | Negyeddöntő   | 60            | 17            | 15            | 28            | 62            | 101           |

| Év       | Eredmény                                               | Helyezés                                               | M                                                      | Gy                                                     | D                                                      | V                                                      | RG                                                     | KG                                                     |                                                        |
| -------- | ------------------------------------------------------ | ------------------------------------------------------ | ------------------------------------------------------ | ------------------------------------------------------ | ------------------------------------------------------ | ------------------------------------------------------ | ------------------------------------------------------ | ------------------------------------------------------ | ------------------------------------------------------ |
| 1963     | Csoportkör                                             | 7.                                                     | 3                                                      | 1                                                      | 1                                                      | 1                                                      | 9                                                      | 2                                                      |                                                        |
| 1965     | Aranyérmes                                             | 1.                                                     | 5                                                      | 4                                                      | 1                                                      | 0                                                      | 13                                                     | 2                                                      |                                                        |
| 1967     | Ezüstérmes                                             | 2.                                                     | 5                                                      | 4                                                      | 0                                                      | 1                                                      | 10                                                     | 1                                                      |                                                        |
| 1969     | Negyedik helyezett                                     | 4.                                                     | 5                                                      | 1                                                      | 2                                                      | 2                                                      | 4                                                      | 5                                                      |                                                        |
| 1971     | Aranyérmes                                             | 1.                                                     | 5                                                      | 4                                                      | 1                                                      | 0                                                      | 6                                                      | 1                                                      |                                                        |
| 1973     | Bronzérmes                                             | 3.                                                     | 5                                                      | 2                                                      | 2                                                      | 1                                                      | 10                                                     | 5                                                      |                                                        |
| 1977     | Aranyérmes                                             | 1.                                                     | 5                                                      | 5                                                      | 0                                                      | 0                                                      | 20                                                     | 5                                                      |                                                        |
| 1981     | Bronzérmes                                             | 3.                                                     | 5                                                      | 1                                                      | 3                                                      | 1                                                      | 6                                                      | 3                                                      |                                                        |
| 1985     | Visszalépett az 1986-os világbajnokság rendezése miatt | Visszalépett az 1986-os világbajnokság rendezése miatt | Visszalépett az 1986-os világbajnokság rendezése miatt | Visszalépett az 1986-os világbajnokság rendezése miatt | Visszalépett az 1986-os világbajnokság rendezése miatt | Visszalépett az 1986-os világbajnokság rendezése miatt | Visszalépett az 1986-os világbajnokság rendezése miatt | Visszalépett az 1986-os világbajnokság rendezése miatt | Visszalépett az 1986-os világbajnokság rendezése miatt |
| 1989     | Kizárták                                               | Kizárták                                               | Kizárták                                               | Kizárták                                               | Kizárták                                               | Kizárták                                               | Kizárták                                               | Kizárták                                               | Kizárták                                               |
| 1991     | Bronzérmes                                             | 3.                                                     | 5                                                      | 3                                                      | 1                                                      | 1                                                      | 10                                                     | 5                                                      |                                                        |
| 1993     | Aranyérmes                                             | 1.                                                     | 5                                                      | 4                                                      | 1                                                      | 0                                                      | 28                                                     | 2                                                      |                                                        |
| 1996     | Aranyérmes                                             | 1.                                                     | 4                                                      | 4                                                      | 0                                                      | 0                                                      | 9                                                      | 0                                                      |                                                        |
| 1998     | Aranyérmes                                             | 1.                                                     | 4                                                      | 4                                                      | 0                                                      | 0                                                      | 8                                                      | 2                                                      |                                                        |
| 2000     | Negyeddöntő                                            | 6.                                                     | 3                                                      | 1                                                      | 1                                                      | 1                                                      | 6                                                      | 3                                                      |                                                        |
| 2002     | Negyeddöntő                                            | 5.                                                     | 3                                                      | 2                                                      | 1                                                      | 0                                                      | 4                                                      | 1                                                      |                                                        |
| 2003     | Aranyérmes                                             | 1.                                                     | 5                                                      | 4                                                      | 1                                                      | 0                                                      | 9                                                      | 0                                                      |                                                        |
| 2005     | Negyeddöntő                                            | 6.                                                     | 4                                                      | 2                                                      | 0                                                      | 2                                                      | 7                                                      | 4                                                      |                                                        |
| 2007     | Ezüstérmes                                             | 2.                                                     | 6                                                      | 4                                                      | 0                                                      | 2                                                      | 7                                                      | 5                                                      |                                                        |
| 2009     | Aranyérmes                                             | 1.                                                     | 6                                                      | 5                                                      | 1                                                      | 0                                                      | 15                                                     | 2                                                      |                                                        |
| 2011     | Aranyérmes                                             | 1.                                                     | 6                                                      | 6                                                      | 0                                                      | 0                                                      | 22                                                     | 4                                                      |                                                        |
| 2013     | Elődöntős                                              | 5.                                                     | 5                                                      | 3                                                      | 0                                                      | 2                                                      | 8                                                      | 5                                                      |                                                        |
| 2015     | Aranyérmes                                             | 1.                                                     | 6                                                      | 4                                                      | 2                                                      | 0                                                      | 16                                                     | 6                                                      |                                                        |
| 2017     | Elődöntős                                              | 3.                                                     | 5                                                      | 3                                                      | 1                                                      | 1                                                      | 6                                                      | 2                                                      |                                                        |
| 2019     | Aranyérmes                                             | 1.                                                     | 6                                                      | 5                                                      | 1                                                      | 0                                                      | 16                                                     | 4                                                      |                                                        |
| 2021     | Ezüstérmes                                             | 2.                                                     | 6                                                      | 4                                                      | 1                                                      | 1                                                      | 9                                                      | 2                                                      |                                                        |
| Összesen | 11 aranyérem                                           | 24/26                                                  | 117                                                    | 80                                                     | 21                                                     | 16                                                     | 258                                                    | 71                                                     |                                                        |

| Év       | Eredmény      | Hely          | M             | Gy            | D             | V             | Rg            | Kg            |
| -------- | ------------- | ------------- | ------------- | ------------- | ------------- | ------------- | ------------- | ------------- |
| 1992     | Nem jutott be | Nem jutott be | Nem jutott be | Nem jutott be | Nem jutott be | Nem jutott be | Nem jutott be | Nem jutott be |
| 1995     | Bronzérmes    | 3.            | 3             | 1             | 2             | 0             | 4             | 2             |
| 1997     | Csoportkör    | 5.            | 3             | 1             | 0             | 2             | 8             | 6             |
| 1999     | Győztes       | 1.            | 5             | 4             | 1             | 0             | 13            | 6             |
| 2001     | Csoportkör    | 8.            | 3             | 0             | 0             | 3             | 1             | 8             |
| 2003     | Nem jutott be | Nem jutott be | Nem jutott be | Nem jutott be | Nem jutott be | Nem jutott be | Nem jutott be | Nem jutott be |
| 2005     | Elődöntős     | 4.            | 5             | 2             | 2             | 1             | 7             | 6             |
| 2009     | Nem jutott be | Nem jutott be | Nem jutott be | Nem jutott be | Nem jutott be | Nem jutott be | Nem jutott be | Nem jutott be |
| 2013     | Csoportkör    | 6.            | 3             | 1             | 0             | 2             | 3             | 5             |
| 2017     | Elődöntős     | 4.            | 5             | 2             | 1             | 2             | 8             | 10            |
| Összesen | 1 győzelem    | 7/10          | 27            | 11            | 6             | 10            | 44            | 43            |

| Év       | Eredmény           | Hely          | M             | Gy            | D             | V             | Rg            | Kg            |
| -------- | ------------------ | ------------- | ------------- | ------------- | ------------- | ------------- | ------------- | ------------- |
| 1928     | Első forduló       | 14.           | 2             | 0             | 0             | 2             | 2             | 10            |
| 1936     | Nem indult         | Nem indult    | Nem indult    | Nem indult    | Nem indult    | Nem indult    | Nem indult    | Nem indult    |
| 1948     | Első forduló       | 11.           | 1             | 0             | 0             | 1             | 3             | 5             |
| 1952     | Nem jutott be      | Nem jutott be | Nem jutott be | Nem jutott be | Nem jutott be | Nem jutott be | Nem jutott be | Nem jutott be |
| 1956     | Nem jutott be      | Nem jutott be | Nem jutott be | Nem jutott be | Nem jutott be | Nem jutott be | Nem jutott be | Nem jutott be |
| 1960     | Nem jutott be      | Nem jutott be | Nem jutott be | Nem jutott be | Nem jutott be | Nem jutott be | Nem jutott be | Nem jutott be |
| 1964     | Csoportkör         | 11.           | 3             | 0             | 1             | 2             | 2             | 6             |
| 1968     | Negyedik helyezett | 4.            | 5             | 3             | 0             | 2             | 10            | 7             |
| 1972     | 2. csoportkör      | 7.            | 6             | 2             | 1             | 3             | 4             | 14            |
| 1976     | Csoportkör         | 9.            | 3             | 0             | 2             | 1             | 4             | 7             |
| 1980     | Nem jutott be      | Nem jutott be | Nem jutott be | Nem jutott be | Nem jutott be | Nem jutott be | Nem jutott be | Nem jutott be |
| 1984     | Nem jutott be      | Nem jutott be | Nem jutott be | Nem jutott be | Nem jutott be | Nem jutott be | Nem jutott be | Nem jutott be |
| 1988     | Kizárták           | Kizárták      | Kizárták      | Kizárták      | Kizárták      | Kizárták      | Kizárták      | Kizárták      |
| Összesen | Negyedik hely      | 6/13          | 20            | 5             | 4             | 11            | 25            | 49            |

### Copa América-szereplés
| Év       | Eredmény       | Helyezés       | M              | Gy             | D              | V              | RG             | KG             |                |
| -------- | -------------- | -------------- | -------------- | -------------- | -------------- | -------------- | -------------- | -------------- | -------------- |
| 1993     | Ezüstérmes     | 2.             | 6              | 2              | 2              | 2              | 9              | 7              |                |
| 1995     | Negyeddöntő    | 7.             | 4              | 1              | 2              | 1              | 5              | 4              |                |
| 1997     | Elődöntős      | 3.             | 6              | 2              | 2              | 2              | 8              | 9              |                |
| 1999     | Elődöntős      | 3.             | 6              | 3              | 1              | 2              | 10             | 9              |                |
| 2001     | Ezüstérmes     | 2.             | 6              | 3              | 1              | 2              | 5              | 3              |                |
| 2004     | Negyeddöntő    | 6.             | 4              | 2              | 1              | 1              | 5              | 7              |                |
| 2007     | Elődöntős      | 3.             | 6              | 4              | 1              | 1              | 13             | 5              |                |
| 2011     | Csoportkör     | 12.            | 3              | 0              | 0              | 3              | 1              | 4              |                |
| 2015     | Csoportkör     | 11.            | 3              | 0              | 2              | 1              | 4              | 5              |                |
| 2016     | Negyeddöntő    | 7.             | 4              | 2              | 1              | 1              | 6              | 9              |                |
| 2019     | Nem hívták meg | Nem hívták meg | Nem hívták meg | Nem hívták meg | Nem hívták meg | Nem hívták meg | Nem hívták meg | Nem hívták meg | Nem hívták meg |
| 2021     | Nem hívták meg | Nem hívták meg | Nem hívták meg | Nem hívták meg | Nem hívták meg | Nem hívták meg | Nem hívták meg | Nem hívták meg | Nem hívták meg |
| Összesen | Ezüstérmes     | 10/12          | 48             | 19             | 13             | 16             | 66             | 62             |                |

*Az 1993-as Copa América volt az első torna, amikor a CONMEBOL-on kívüli csapatot is meghívtak.

## Mezek a válogatott története során
A mexikói labdarúgó-válogatott hagyományos szerelése zöld mez, fehér nadrág és piros sportszár. A váltómez leggyakrabban fehér mezből, piros, zöld vagy fehér nadrágból és fehér sportszárból álló kombináció. 

### Első számú
| 1928      | 1930      | 1950      | 1958 | 1962 | 1966 | 1978 | 1992—1994 | 1995      | 1996—1998 | 1999      |
| 2000      | 2002      | 2003      | 2004 | 2006 | 2007 | 2008 | 2010      | 2011—2013 | 2014      | 2015—2016 |
| 2016—2017 | 2018—2019 | 2019—2020 | 2021 | 2022 |      |      |           |           |           |           |

### Váltómez
| 1962 | 1966 | 1978 | 1992—1994 | 1995      | 1996—1998 | 1999      | 2000      | 2002      | 2003 | 2004 |
| 2006 | 2007 | 2008 | 2010      | 2011—2013 | 2014      | 2015—2016 | 2018—2019 | 2019—2020 | 2022 |      |

## Mérkőzések a közelmúltban és a közeljövőben

### 2018
| Időpont              | Helyszín                         | Ellenfél                | Eredmény | Kiírás                        | Mexikói gólszerzők                      |
| -------------------- | -------------------------------- | ----------------------- | -------- | ----------------------------- | --------------------------------------- |
| 2018. január 31.     | USA, San Antonio                 | Bosznia-Hercegovina (s) | 1 – 0    | barátságos                    | Ayala (65.)                             |
| 2018. március 23.    | USA, Santa Clara                 | Izland (s)              | 3 – 0    | barátságos                    | Fabián (37.) Layún (64., 91.)           |
| 2018. március 27.    | USA, Arlington                   | Horvátország (s)        | 0 – 1    | barátságos                    |                                         |
| 2018. május 28.      | USA, Pasadena                    | Wales (s)               | 0 – 0    | barátságos                    |                                         |
| 2018. június 2.      | Mexikó, Mexikóváros              | Skócia (o)              | 1 – 0    | barátságos                    | G. dos Santos (13.)                     |
| 2018. június 9.      | Dánia, Koppenhága                | Dánia (i)               | 0 – 2    | barátságos                    |                                         |
| 2018. június 17.     | Oroszország, Moszkva             | Németország (s)         | 1 – 0    | Világbajnokság (F csoport)    | Lozano (35.)                            |
| 2018. június 23.     | Oroszország, Rosztov-na-Donu     | Dél-Korea (s)           | 2 – 1    | Világbajnokság (F csoport)    | Vela (26.) Hernández (66.)              |
| 2018. június 27.     | Oroszország, Jekatyerinburg      | Svédország (s)          | 0 – 3    | Világbajnokság (F csoport)    |                                         |
| 2018. július 2.      | Oroszország, Szamara             | Brazília (s)            | 0 – 2    | Világbajnokság (nyolcaddöntő) |                                         |
| 2018. szeptember 7.  | USA, Houston                     | Uruguay (s)             | 1 – 4    | barátságos                    | Jiménez (25.)                           |
| 2018. szeptember 11. | USA, Nashville                   | Egyesült Államok (i)    | 0 – 1    | barátságos                    |                                         |
| 2018. október 11.    | Mexikó, San Nicolás de los Garza | Costa Rica (o)          | 3 – 2    | barátságos                    | Guzmán (33.) Martín (56.) Jiménez (71.) |
| 2018. október 16.    | Mexikó, Santiago de Querétaro    | Chile (o)               | 0 – 1    | barátságos                    |                                         |
| 2018. november 16.   | Argentína, Córdoba               | Argentína (i)           | 0 – 2    | barátságos                    |                                         |
| 2018. november 20.   | Argentína, Mendoza               | Argentína (i)           | 0 – 2    | barátságos                    |                                         |

### 2019
| Időpont              | Helyszín             | Ellenfél               | Eredmény | Kiírás                          | Mexikói gólszerzők                                                    |
| -------------------- | -------------------- | ---------------------- | -------- | ------------------------------- | --------------------------------------------------------------------- |
| 2019. március 22.    | USA, San Diego       | Chile (s)              | 3 – 1    | barátságos                      | Jiménez (52.) Moreno (64.) Lozano (65.)                               |
| 2019. március 26.    | USA, Santa Clara     | Paraguay (s)           | 4 – 2    | barátságos                      | Dos Santos (6.) Hernández (24.) Montes (91.) (és egy paraguayi öngól) |
| 2019. június 5.      | USA, Atlanta         | Venezuela (s)          | 3 – 1    | barátságos                      | Alvarado (32.) Pizarro (54.) Guardado (76.)                           |
| 2019. június 9.      | USA, Arlington       | Ecuador (s)            | 3 – 2    | barátságos                      | Dos Santos (28.) Montes (63.) Rodríguez (77.)                         |
| 2019. június 15.     | USA, Pasadena        | Kuba (s)               | 7 – 0    | CONCACAF-aranykupa              | Antuna (2., 44., 80.) Jiménez (31., 64.) Reyes (38.) Vega (74.)       |
| 2019. június 19.     | USA, Denver          | Kanada (s)             | 3 – 1    | CONCACAF-aranykupa              | Alvarado (40.) Guardado (54., 77.)                                    |
| 2019. június 23.     | USA, Charlotte       | Martinique (s)         | 3 – 2    | CONCACAF-aranykupa              | Antuna (29.) Jiménez (61.) Navarro (72.)                              |
| 2019. június 29.     | USA, Houston         | Costa Rica (s)         | 1 – 1    | CONCACAF-aranykupa, negyeddöntő | Jiménez (44.)                                                         |
| 2019. július 2.      | USA, Glendale        | Haiti (s)              | 1 – 0    | CONCACAF-aranykupa, elődöntő    | Jiménez (93.)                                                         |
| 2019. július 7.      | USA, Chicago         | Egyesült Államok (i)   | 1 – 0    | CONCACAF-aranykupa, döntő       | Dos Santos (73.)                                                      |
| 2019. szeptember 6.  | USA, East Rutherford | Egyesült Államok (i)   | 3 – 0    | barátságos                      | Hernández (21.) Gutiérrez (78.) Antuna (82.)                          |
| 2019. szeptember 10. | USA, San Antonio     | Argentína (s)          | 0 – 4    | barátságos                      |                                                                       |
| 2019. október 2.     | Mexikó, Toluca       | Trinidad és Tobago (o) | 2 – 0    | barátságos                      | Macías (23.) Angulo (31.)                                             |
| 2019. október 11.    | Bermuda, Hamilton    | Bermuda (i)            | 5 – 1    | CONCACAF Nemzetek Ligája        | Antuna (25.) Macías (47., 53.) Lozano (60.) Herrera (71.)             |
| 2019. október 15.    | Mexikó, Mexikóváros  | Panama (o)             | 3 – 1    | CONCACAF Nemzetek Ligája        | Alvarado (28.) Macías (75.) Pizarro (92.)                             |
| 2019. november 15.   | Panama, Panamaváros  | Panama (i)             | 3 – 0    | CONCACAF Nemzetek Ligája        | Jiménez (8., 85.) Álvarez (70.)                                       |
| 2019. november 19.   | Mexikó, Toluca       | Bermuda (o)            | 2 – 1    | CONCACAF Nemzetek Ligája        | Córdova (27.) Antuna (93.)                                            |

### 2020
| Időpont              | Helyszín              | Ellenfél      | Eredmény | Kiírás     | Mexikói gólszerzők                               |
| -------------------- | --------------------- | ------------- | -------- | ---------- | ------------------------------------------------ |
| 2020. szeptember 30. | Mexikó, Mexikóváros   | Guatemala (o) | 3 – 0    | barátságos | Martín (6.) Pineda (28.) Sebastián Córdova (36.) |
| 2020. október 7.     | Hollandia, Amszterdam | Hollandia (i) | 1 – 0    | barátságos | Jiménez (60.)                                    |
| 2020. október 13.    | Hollandia, Hága       | Algéria (s)   | 2 – 2    | barátságos | Corona (43.) Lainez (86.)                        |
| 2020. november 14.   | Ausztria, Bécsújhely  | Dél-Korea (s) | 3 – 2    | barátságos | Jiménez (67.) Antuna (69.) Salcedo (70.)         |
| 2020. november 17.   | Ausztria, Grác        | Japán (s)     | 2 – 0    | barátságos | Jiménez (63.) Hirving Lozano (68.)               |

### 2021
| Időpont             | Helyszín               | Ellenfél               | Eredmény      | Kiírás                             | Mexikói gólszerzők                                 |
| ------------------- | ---------------------- | ---------------------- | ------------- | ---------------------------------- | -------------------------------------------------- |
| 2021. március 27.   | Wales, Cardiff         | Wales (i)              | 0 – 1         | barátságos                         |                                                    |
| 2021. március 30.   | Ausztria, Bécsújhely   | Costa Rica (s)         | 1 – 0         | barátságos                         | Lozano (89.)                                       |
| 2021. május 29.     | USA, Arlington         | Izland (s)             | 2 – 1         | barátságos                         | Lozano (73., 78.)                                  |
| 2021. június 3.     | USA, Denver            | Costa Rica (s)         | 0 – 0 (4 – 5) | CONCACAF Nemzetek Ligája           |                                                    |
| 2021. június 6.     | USA, Denver            | Egyesült Államok (i)   | 2 – 3         | CONCACAF Nemzetek Ligája           | Corona (1.) Lainez (79.)                           |
| 2021. június 12.    | USA, Atlanta           | Honduras (s)           | 0 – 0         | barátságos                         |                                                    |
| 2021. június 30.    | USA, Nashville         | Panama (s)             | 3 – 0         | barátságos                         | Lainez (21.) Montes (57.) Martín (91.)             |
| 2021. július 3.     | USA, Los Angeles       | Nigéria (s)            | 4 – 0         | barátságos                         | Herrera (2., 52.) Funes Mori (4.) Dos Santos (78.) |
| 2021. július 10.    | USA, Arlington         | Trinidad és Tobago (s) | 0 – 0         | CONCACAF-aranykupa, csoportkör     |                                                    |
| 2021. július 14.    | USA, Dallas            | Guatemala (s)          | 3 – 0         | CONCACAF-aranykupa, csoportkör     | Funes Mori (29., 55.) Pineda (79.)                 |
| 2021. július 18.    | USA, Dallas            | Salvador (s)           | 1 – 0         | CONCACAF-aranykupa, csoportkör     | Rodríguez (26.)                                    |
| 2021. július 24.    | USA, Phoenix           | Honduras (s)           | 3 – 0         | CONCACAF-aranykupa, negyeddöntő    | Funes Mori (26.) Dos Santos (21.) Pineda (38.)     |
| 2021. július 29.    | USA, Houston           | Kanada (s)             | 2 – 1         | CONCACAF-aranykupa, elődöntő       | Pineda (45.) Herrera (90.)                         |
| 2021. augusztus 1.  | USA, Las Vegas         | Egyesült Államok (i)   | 0 – 1         | CONCACAF-aranykupa, döntő          |                                                    |
| 2021. szeptember 2. | Mexikó, Mexikóváros    | Jamaica (o)            | 2 – 1         | Világbajnoki selejtező, 3. forduló | Vega (50.) Martín (89.)                            |
| 2021. szeptember 5. | Costa Rica, San José   | Costa Rica (i)         | 1 – 0         | Világbajnoki selejtező, 3. forduló | Pineda (46.)                                       |
| 2021. szeptember 8. | Panama, Panamaváros    | Panama (i)             | 1 – 1         | Világbajnoki selejtező, 3. forduló | Corona (76.)                                       |
| 2021. október 7.    | Mexikó, Mexikóváros    | Kanada (o)             | 1 – 1         | Világbajnoki selejtező, 3. forduló | Sánchez (21.)                                      |
| 2021. október 10.   | Mexikó, Mexikóváros    | Honduras (o)           | 3 – 0         | Világbajnoki selejtező, 3. forduló | Córdova (18.) Funes Mori (76.) Lozano (86.)        |
| 2021. október 13.   | Salvador, San Salvador | Salvador (i)           | 2 – 0         | Világbajnoki selejtező, 3. forduló | Moreno (30.) Jiménez (93.)                         |
| 2021. október 27.   | USA, Charlotte         | Ecuador (s)            | 2 – 3         | barátságos                         | Alvarado (6.) Rodríguez (59.)                      |
| 2021. november 12.  | USA, Cincinnati        | Egyesült Államok (i)   | 0 – 2         | Világbajnoki selejtező, 3. forduló |                                                    |
| 2021. november 16.  | Kanada, Edmonton       | Kanada (i)             | 1 – 2         | Világbajnoki selejtező, 3. forduló | Herrera (90.)                                      |
| 2021. december 8.   | USA, Austin            | Chile (s)              | 2 – 2         | barátságos                         | Giménez (9.) Silva (64.)                           |

### 2022
| Időpont              | Helyszín                 | Ellenfél             | Eredmény | Kiírás                             | Mexikói gólszerzők                                       |
| -------------------- | ------------------------ | -------------------- | -------- | ---------------------------------- | -------------------------------------------------------- |
| 2022. január 27.     | Jamaica, Kingston        | Jamaica (i)          | 2 – 1    | Világbajnoki selejtező, 3. forduló | Martín (81.) Vega (83.)                                  |
| 2022. január 30.     | Mexikó, Mexikóváros      | Costa Rica (o)       | 0 – 0    | Világbajnoki selejtező, 3. forduló |                                                          |
| 2022. február 2.     | Mexikó, Mexikóváros      | Panama (o)           | 1 – 0    | Világbajnoki selejtező, 3. forduló | Jiménez (80.)                                            |
| 2022. március 24.    | Mexikó, Mexikóváros      | Egyesült Államok (o) | 0 – 0    | Világbajnoki selejtező, 3. forduló |                                                          |
| 2022. március 27.    | Honduras, San Pedro Sula | Honduras (i)         | 1 – 0    | Világbajnoki selejtező, 3. forduló | Álvarez (70.)                                            |
| 2022. március 30.    | Mexikó, Mexikóváros      | Salvador (o)         | 2 – 0    | Világbajnoki selejtező, 3. forduló | Antuna (17.) Jiménez (43.)                               |
| 2022. április 27.    | USA, Orlando             | Guatemala (s)        | 0 – 0    | barátságos                         |                                                          |
| 2022. május 28.      | USA, Arlington           | Nigéria (s)          | 2 – 1    | barátságos                         | Giménez (12.) (és egy nigériai öngól)                    |
| 2022. június 2.      | USA, Glendale            | Uruguay (s)          | 0 – 3    | barátságos                         |                                                          |
| 2022. június 5.      | USA, Chicago             | Ecuador (s)          | 0 – 0    | barátságos                         |                                                          |
| 2022. június 11.     | Mexikó, Torreón          | Suriname (o)         | 3 – 0    | CONCACAF Nemzetek Ligája           | Reyes (3.) Martín (40.) Sánchez (94.)                    |
| 2022. június 14.     | Jamaica, Kingston        | Jamaica (i)          | 1 – 1    | CONCACAF Nemzetek Ligája           | Romo (45+3.)                                             |
| 2022. augusztus 31.  | USA, Atlanta             | Paraguay (s)         | 0 – 1    | barátságos                         |                                                          |
| 2022. szeptember 24. | USA, Pasadena            | Peru (o)             | 1 – 0    | barátságos                         | Lozano (85.)                                             |
| 2022. szeptember 27. | USA, Santa Clara         | Kolumbia (s)         | 2 – 3    | barátságos                         | Vega (6.) Arteaga (29.)                                  |
| 2022. november 9.    | Spanyolország, Gerona    | Irak (s)             | 4 – 0    | barátságos                         | Vega (4.) Funes Mori (48.) Gallardo (67.) Antuna (90+2.) |
| 2022. november 16.   | Spanyolország, Gerona    | Svédország (s)       | 1 – 2    | barátságos                         | Vega (60.)                                               |
| 2022. november 22.   | Katar, Doha              | Lengyelország (s)    | 0 – 0    | Világbajnokság (C csoport)         |                                                          |
| 2022. november 26.   | Katar, Loszaíl           | Argentína (s)        | 0 – 2    | Világbajnokság (C csoport)         |                                                          |
| 2022. november 30.   | Katar, Loszaíl           | Szaúd-Arábia (s)     | 2 – 1    | Világbajnokság (C csoport)         | Martín (47.) Chávez (52.)                                |

## Játékosok

### Jelenlegi keret
Az alábbi játékosok szerepelnek a 2022-es világbajnokságra nevezett keretben.
A 2022. november 16-i, Svédország elleni mérkőzés után lett frissítve.
|  | K  | Guillermo Ochoa    | 1985. július 13. (39 éves)     | 132 | 0  | Club América            |  |  |
|  | K  | Alfredo Talavera   | 1982. szeptember 18. (42 éves) | 40  | 0  | Juárez                  |  |  |
|  | K  | Rodolfo Cota       | 1987. július 3. (37 éves)      | 8   | 0  | Club León               |  |  |
|  |    |                    |                                |     |    |                         |  |  |
|  | V  | Héctor Moreno      | 1988. január 17. (37 éves)     | 128 | 5  | Monterrey               |  |  |
|  | V  | Jesús Gallardo     | 1994. augusztus 15. (30 éves)  | 79  | 1  | Monterrey               |  |  |
|  | V  | Néstor Araujo      | 1991. augusztus 29. (33 éves)  | 63  | 3  | Club América            |  |  |
|  | V  | César Montes       | 1997. február 24. (28 éves)    | 31  | 1  | Monterrey               |  |  |
|  | V  | Jorge Sánchez      | 1997. december 10. (27 éves)   | 26  | 1  | Ajax                    |  |  |
|  | V  | Gerardo Arteaga    | 1998. szeptember 7. (26 éves)  | 17  | 1  | Genk                    |  |  |
|  | V  | Kevin Álvarez      | 1999. január 15. (26 éves)     | 8   | 0  | Pachuca                 |  |  |
|  | V  | Johan Vásquez      | 1998. október 22. (26 éves)    | 7   | 0  | Cremonese               |  |  |
|  |    |                    |                                |     |    |                         |  |  |
|  | KP | Andrés Guardado    | 1986. szeptember 28. (38 éves) | 180 | 28 | Betis                   |  |  |
|  | KP | Héctor Herrera     | 1990. április 19. (35 éves)    | 102 | 10 | Houston Dynamo          |  |  |
|  | KP | Edson Álvarez      | 1997. október 24. (27 éves)    | 59  | 3  | Ajax                    |  |  |
|  | KP | Orbelín Pineda     | 1996. március 24. (29 éves)    | 50  | 6  | AÉK Athén               |  |  |
|  | KP | Uriel Antuna       | 1997. augusztus 21. (27 éves)  | 37  | 10 | Cruz Azul               |  |  |
|  | KP | Erick Gutiérrez    | 1995. június 15. (30 éves)     | 34  | 1  | PSV                     |  |  |
|  | KP | Carlos Rodríguez   | 1997. január 3. (28 éves)      | 37  | 0  | Cruz Azul               |  |  |
|  | KP | Roberto Alvarado   | 1998. szeptember 7. (26 éves)  | 32  | 4  | Guadalajara             |  |  |
|  | KP | Luis Romo          | 1995. június 5. (30 éves)      | 27  | 1  | Monterrey               |  |  |
|  | KP | Luis Chávez        | 1996. január 15. (29 éves)     | 9   | 0  | Pachuca                 |  |  |
|  |    |                    |                                |     |    |                         |  |  |
|  | CS | Raúl Jiménez       | 1991. május 5. (34 éves)       | 98  | 29 | Wolverhampton Wanderers |  |  |
|  | CS | Hirving Lozano     | 1995. július 30. (29 éves)     | 60  | 16 | Napoli                  |  |  |
|  | CS | Henry Martín       | 1992. november 18. (32 éves)   | 27  | 6  | Club América            |  |  |
|  | CS | Alexis Vega        | 1997. november 25. (27 éves)   | 23  | 6  | Guadalajara             |  |  |
|  | CS | Rogelio Funes Mori | 1991. március 5. (34 éves)     | 16  | 6  | Monterrey               |  |  |

### A legtöbb válogatottsággal rendelkező játékosok

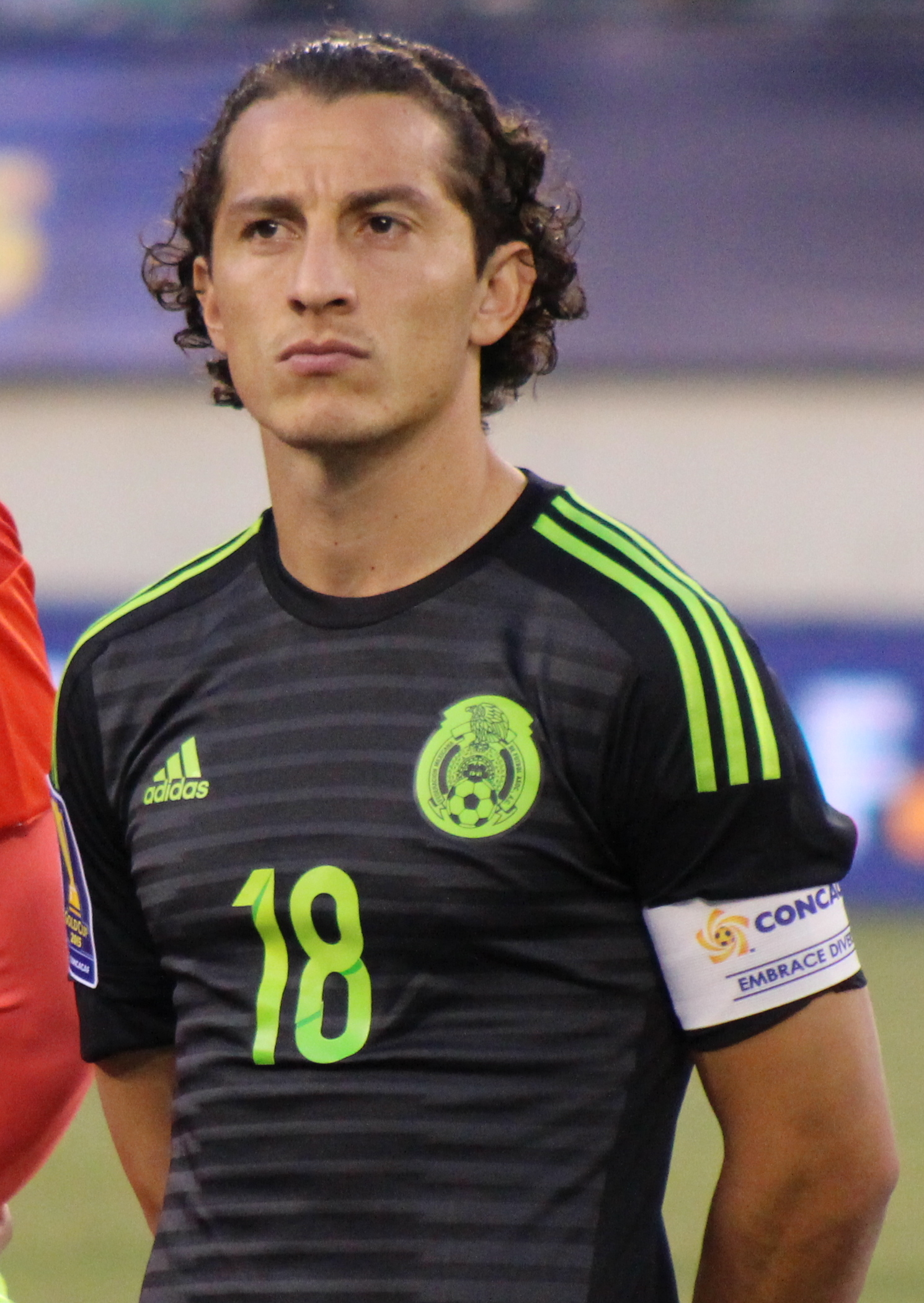
Andrés Guardado a válogatottsági rekorder 181 mérkőzéssel.

Legutolsó frissítés: 2022. november 30.
A félkövéren írt játékosok ma is aktív labdarúgók.
| #  | Játékos         | Összes mérkőzés | Aktív évek |
| -- | --------------- | --------------- | ---------- |
| 1  | Andrés Guardado | 181             | 2005-      |
| 2  | Claudio Suárez  | 178             | 1992-2006  |
| 3  | Gerardo Torrado | 147             | 1999-2013  |
| 3  | Rafael Márquez  | 147             | 1997-2018  |
| 5  | Pável Pardo     | 146             | 1996-2009  |
| 6  | Guillermo Ochoa | 135             | 2005–      |
| 7  | Héctor Moreno   | 131             | 2007-      |
| 8  | Jorge Campos    | 130             | 1991-2003  |
| 9  | Carlos Salcido  | 124             | 2004-2014  |
| 10 | Ramón Ramírez   | 121             | 1991-2000  |

### A válogatottban legtöbb gólt szerző játékosok

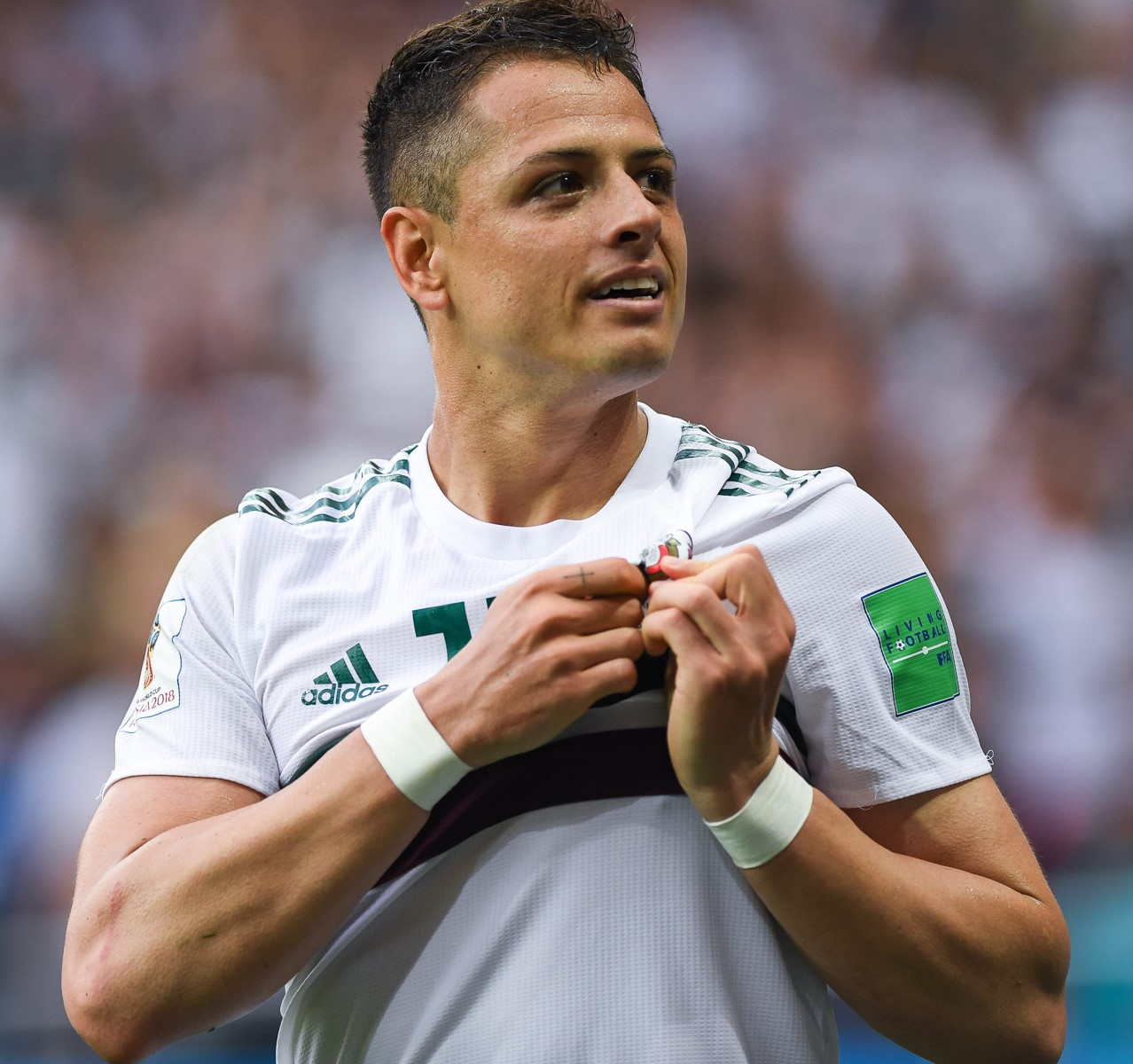
Javier Hernández Balcázar (Chicharito) a válogatott történetének legeredményesebb játékosa 52 góllal.

Legutolsó frissítés: 2022. november 14.
A félkövéren írt játékosok ma is a válogatott keretének tagjai.
| # | Játékos                       | Gólok | Aktív évek |
| - | ----------------------------- | ----- | ---------- |
| 1 | Javier Hernández (Chicharito) | 52    | 2009-      |
| 2 | Jared Borgetti                | 46    | 1997-2008  |
| 3 | Cuauhtémoc Blanco             | 39    | 1995-2014  |
| 4 | Luis Hernández                | 35    | 1995-2002  |
| 4 | Carlos Hermosillo             | 35    | 1984-1997  |
| 6 | Enrique Borja                 | 31    | 1966-1975  |
| 7 | Luis Roberto Alves            | 30    | 1988-2001  |
| 8 | Luis Flores                   | 29    | 1983-1993  |
| 8 | Luis García                   | 29    | 1991-1999  |
| 8 | Raúl Jiménez                  | 29    | 2013-      |

### Híresebb játékosok
| - Horacio Casarín - Juan Carreno - Luis de la Fuente - Manuel Rosas - Antonio Carbajal - Isidoro Díaz - Salvador Reyes - Raúl Cárdenas - Enrique Borja - Javier Fragoso - Javier Valdivia - Gustavo Pena - Raúl Servín - Javier Aguirre - Manuel Negrete - Pablo Larios - Hugo Sánchez - Alfredo Tena - Cristobal Ortega - Fernando Quirarte - Luis Flores - Carlos de los Cobos - Luis García - Francisco Javier Cruz | - Benjamin Galindo - Missael Espinoza - Miguel España - Carlos Hermosillo - Luis Miguel Salvador - Adolfo Rios - Ricardo Peláez - Luis Roberto Alves "Zague" - Jorge Campos - Luis Hernández - Cuauhtémoc Blanco - Joaquín del Olmo - Rafael Márquez - Jared Borgetti - Óscar Pérez - Pável Pardo - Ignacio Ambríz - Marcelindio Bernal - Ramón Ramírez - Alberto García Aspe - Claudio Suárez - Germán Villa | - Jesús Arellano - Braulio Luna - Francisco Palencia - Ramón Morales - Gerardo Torrado - Salvador Carmona - Oswaldo Sánchez - Guillermo Ochoa - Luis Ernesto Pérez - Carlos Salcido - Ricardo Osorio - Adolfo Bautista - Francisco Fonseca - Omar Bravo - Aarón Galindo - Sinha - Guillermo Franco - José Andrés Guardado - Antonio de Nigris - Nery Castillo - Giovani dos Santos - Carlos Vela - Oribe Peralta |

## Szövetségi kapitányok
| Név                        | Időszak                          | Mérkőzés | Gy | D  | V  | Gy %  |
| -------------------------- | -------------------------------- | -------- | -- | -- | -- | ----- |
| Adolfo Frías Beltrán       | 1923                             | 6        | 4  | 1  | 1  | 66,6  |
| Alfonso Rojo de la Vega    | 1928                             | 2        | 0  | 2  | 0  | 00,0  |
| Juan Luque de Serrallonga  | 1930                             | 3        | 0  | 0  | 3  | 00,0  |
| Rafael Garza Gutiérrez     | 1934, 1937–1938, 1949            | 16       | 14 | 1  | 1  | 87,5  |
| Alfred C. Crowle           | 1935                             | 5        | 5  | 0  | 0  | 100,0 |
| Orth György                | 1947                             | 2        | 2  | 0  | 0  | 100,0 |
| Abel Ramírez Herrera       | 1948                             | 1        | 0  | 0  | 1  | 0,0   |
| Octavio Vial               | 1950                             | 5        | 0  | 1  | 4  | 00,0  |
| Antonio López Herranz      | 1950, 1952, 1953–1954, 1956–1958 | 22       | 9  | 10 | 3  | 40,9  |
| Horacio Casarín            | 1953                             | 1        | 1  | 0  | 0  | 100,0 |
| Ignacio Trelles            | 1958, 1960–1969, 1975–1976       | 106      | 50 | 27 | 29 | 47,1  |
| Fernando Marcos            | 1959                             | 3        | 3  | 0  | 0  | 100,0 |
| Fekete Árpád               | 1963                             | 3        | 1  | 1  | 1  | 33,3  |
| Raúl Cárdenas              | 1968, 1969, 1970, 1979–1981      | 59       | 25 | 20 | 14 | 42,3  |
| Diego Mercado              | 1969                             | 5        | 1  | 2  | 2  | 20,0  |
| Javier de la Torre         | 1970–1973                        | 38       | 20 | 7  | 11 | 52,6  |
| Ignacio Jáuregui           | 1974                             | 3        | 2  | 1  | 0  | 66,6  |
| José Antonio Roca          | 1977–1978                        | 20       | 11 | 3  | 6  | 55,0  |
| José Moncebáez             | 1979                             | 3        | 1  | 1  | 1  | 33,3  |
| Gustavo Peña               | 1979                             | 1        | 1  | 0  | 0  | 100,0 |
| Bora Milutinović           | 1983–1986, 1995–1997             | 104      | 52 | 32 | 20 | 50,0  |
| Mario Velarde              | 1987–1989                        | 15       | 13 | 0  | 2  | 86,6  |
| Alberto Guerra             | 1989                             | 3        | 3  | 0  | 0  | 100,0 |
| Manuel Lapuente            | 1990–1991, 1997–2000             | 67       | 33 | 18 | 16 | 49,2  |
| Luis Fernando Tena         | 1991, 2011, 2013                 | 5        | 1  | 0  | 4  | 14,2  |
| César Luis Menotti         | 1991–1992                        | 19       | 7  | 7  | 5  | 36,8  |
| Vicente Cayetano Rodríguez | 1992                             | 1        | 1  | 0  | 0  | 100,0 |
| Miguel Mejía Barón         | 1993–1995 2017                   | 54       | 25 | 17 | 12 | 46,2  |
| Ricardo Ferretti           | 1993, 2015, 2018                 | 11       | 4  | 2  | 5  | 36,3  |
| Mario Carrillo             | 1999                             | 1        | 0  | 0  | 1  | 00,0  |
| Gustavo Vargas             | 1999                             | 2        | 1  | 1  | 0  | 50,0  |
| Enrique Meza               | 2000–2001, 2010                  | 20       | 5  | 4  | 11 | 25,0  |
| Hugo Sánchez               | 2000, 2006–2008                  | 28       | 15 | 4  | 9  | 53,6  |
| Javier Aguirre             | 2001–2002, 2009–2010             | 59       | 36 | 10 | 13 | 63,6  |
| Ricardo La Volpe           | 2002–2006                        | 71       | 38 | 16 | 17 | 61,0  |
| Jesús Ramírez              | 2008                             | 5        | 4  | 0  | 1  | 80,0  |
| Sven-Göran Eriksson        | 2008–2009                        | 13       | 6  | 1  | 6  | 46,1  |
| Efraín Flores              | 2010                             | 3        | 1  | 1  | 1  | 33,3  |
| José Manuel de la Torre    | 2011–2013                        | 47       | 27 | 12 | 8  | 65,9  |
| Víctor Manuel Vucetich     | 2013                             | 2        | 1  | 0  | 1  | 50,0  |
| Miguel Herrera             | 2013–2015                        | 36       | 19 | 10 | 7  | 52,7  |
| Juan Carlos Osorio         | 2015–2018                        | 52       | 33 | 9  | 10 | 63,4  |
| Gerardo Martino            | 2019–2022                        | 65       | 41 | 12 | 12 | 63,0  |

Frissítve: 2022. november 22.